# Over the Hills and Far Away
Over the Hills And Far Away es un EP de la banda de metal sinfónico Nightwish lanzado en el año 2001 por el sello discográfico Spinefarm Records y Drakkar Entertainment. En Estados Unidos fue puesto a la venta en 2004 por Century Media. El bajista de la banda Sami Vänskä en aquel entonces fue despedido por el líder Tuomas Holopainen debido a diferencias musicales. Luego él fue sustituido por el actual vocalista y bajista Marco Hietala. El tema original no pertenece a esta banda, sino al famoso guitarrista Gary Moore, el cual se basó en una canción típica del S XVII.
Aparte de este cover por Nightwish, también ha habido otro hecho por Thyrfing.

## Canciones

### Edición Spinefarm
1. "Over the Hills and Far Away" (Gary Moore Cover) (con Tony Kakko) – 5:03
2. "10th Man Down" (con Tapio Wilska) – 5:20
3. "Away" – 4:33
4. "Astral Romance" (re-recorded) (con Tony Kakko) – 5:22

### Edición Spinefarm Europea
Esta edición es idéntica a la versión de Century Media Records. Se encuentra a la venta en Europa, fuera de Finlandia.
1. "Over the Hills and Far Away"
2. "10th Man Down"
3. "Away"
4. "Astral Romance (Remake 2001)"
5. "The Kinslayer" (Live)
6. "She is My Sin" (Live)
7. "Sacrament of Wilderness" (Live)
8. "Walking in the Air" (Live)
9. "Beauty and the Beast" (Live)
10. "Wishmaster" (Live)

### Edición Drakkar
La edición realizada por Drakkar Records contiene pocas pistas adicionales (track 5 al 10) del show en vivo desde Tampere (Finlandia) el 29 de diciembre de 2000. Estas pistas adicionales se pueden encontrar también en el DVD From Wishes to Eternity
1. "Over the Hills and Far Away"
2. "10th Man Down"
3. "Away"
4. "Astral Romance (Remake 2001)"
5. "The Kinslayer" (Live)
6. "She is My Sin" (Live)
7. "Sacrament of Wilderness" (Live)
8. "Walking in the Air" (Live)
9. "Wishmaster" (Live)
10. "Deep Silent Complete" (Live)

### Edición Spinefarm realizado en UK
Realizado en 2007
1. "Over the Hills and Far Away"
2. "10th Man Down"
3. "Away"
4. "Astral Romance (2001 version)"
5. "The Kinslayer" (Live)
6. "She is My Sin" (Live)
7. "Sacrament of Wilderness" (Live)
8. "Walking in the Air" (Live)
9. "Beauty and the Beast" (Live)
10. "Wishmaster" (Live)
11. "10th Man Down" (Live)
12. "Over the Hills and Far Away" (Live)
13. "Over the Hills and Far Away" (Video)

## Miembros
- Tarja Turunen – Vocalista
- Emppu Vuorinen – Guitarra
- Sami Vänskä - Bajo
- Tuomas Holopainen – Vocalista y -Teclado
- Jukka Nevalainen – Batería

Invitados
- Tapio Wilska (ex- Finntroll) - Vocalista
- Tony Kakko (de Sonata Arctica) - Vocalista

- Datos: Q912850